# اتوبوسی به نام هوس (نمایش‌نامه)
اتوبوسی به نام هوس (به انگلیسی: A Streetcar Named Desire) نمایشنامه‌ای از تنسی ویلیامز، تهیه‌کنندگی ایرنه سلزنیک و بازی مارلون براندو به سال ۱۹۴۸ است که از روی آن چندین فیلم سینمایی و تلویزیونی ساخته شده‌است. مشهورترین آن فیلمی به همین نام به کارگردانی الیا کازان است.

## شخصیت های اصلی
بلانچ 
استلا
استنلی 
میچ 
اونیک 
استیو 
پابلو

## داستان
پس از آنکه بلانش دوبوآ خانهٔ خانوادگی‌اش را به دلیل بدهی از دست می‌دهد، از لارل، میسیسیپی به محلهٔ فرانسوی نیواورلئان سفر می‌کند تا نزد خواهر کوچکتر و متأهلش، استلا و همسرش استنلی کوالسکی زندگی کند. او در دههٔ سوم زندگی خود است و به دلیل بی‌پولی هیچ جای دیگری برای رفتن ندارد.
بلانش به استلا می‌گوید که به دلیل مشکلات عصبی، مرخصی گرفته و شغل تدریس زبان انگلیسی خود را رها کرده است (که بعداً مشخص می‌شود این دروغ است). او از شرایط نامناسب آپارتمان کوچک دو اتاقهٔ خواهرش شکایت دارد و استنلی را به دلیل رفتار خشن و صدای بلندش، «عامی» می‌نامد. استنلی نیز نسبت به حضور بلانش بدبین است و نه تنها از رفتار او خوشش نمی‌آید، بلکه از حضور او که زندگی منظم اما لذت‌جویانه‌اش را مختل کرده، ناخشنود است.
از همان آغاز، بلانش عصبی و مضطرب به نظر می‌رسد. او تمایلی به دیده شدن در نور روشن ندارد و به نظر می‌رسد مشکل نوشیدن دارد. او همچنین اهل فریبکاری است و نسبت به خواهر و شوهرخواهرش انتقاد دارد.
استنلی بعداً از بلانش دربارهٔ ازدواج قبلی‌اش می‌پرسد. بلانش که در جوانی ازدواج کرده بود، همسرش را از دست داده است؛ مردی که خودکشی کرده و این خاطره برای او ناراحت‌کننده است. بعداً مشخص می‌شود که بلانش احساس گناه می‌کند، زیرا پس از کشف همجنس‌گرایی همسرش، با بی‌رحمی با او برخورد کرده بود و این موضوع به خودکشی او انجامید. استنلی، که نگران است ارثی از دست داده باشد، اصرار دارد بداند چه بر سر «بل رو» – ملک بزرگ خانوادگی دوبوآ – آمده است. او به استلا دربارهٔ قانون ناپلئون می‌گوید و تأکید می‌کند که طبق این قانون، شوهر بر اموال مالی همسرش کنترل دارد. بلانش همهٔ اسناد مربوط به بل رو را به او می‌دهد. هنگام بررسی اسناد، استنلی دسته‌ای نامه می‌بیند که بلانش با احساسی آشکار آن‌ها را نامه‌های عاشقانهٔ شوهر مرده‌اش می‌نامد. برای لحظه‌ای، استنلی از احساسات او متأثر می‌شود. سپس به بلانش اطلاع می‌دهد که استلا باردار است.
شبی پس از ورود بلانش، در جریان یکی از بازی‌های پوکر استنلی، بلانش با میچ، یکی از دوستان پوکرباز استنلی، آشنا می‌شود. رفتار مؤدبانهٔ میچ او را از دیگر مردان متمایز می‌کند. گفت‌وگوی آن‌ها دوستانه و پر از عشوه می‌شود و آن‌ها از یکدیگر خوششان می‌آید. ناگهان استنلی که از چندین مزاحمت ناراحت شده، در حالت مستی خشمگین می‌شود و استلا را کتک می‌زند. بلانش و استلا به خانهٔ همسایهٔ طبقهٔ بالا، یونیس هابل، پناه می‌برند. وقتی استنلی به هوش می‌آید، از حیاط پشتی، با صدازدن مکرر نام استلا، او را صدا می‌زند تا زمانی که استلا بازمی‌گردد و خودش را به او می‌سپارد. بلانش که شاهد بازگشت خواهرش به همسرش پس از کتک‌خوردن بوده، شوکه می‌شود. پس از بازگشت استلا به نزد استنلی، بلانش و میچ در پایین پله‌ها نشسته و میچ از رفتار زشت استنلی عذرخواهی می‌کند.
صبح روز بعد، بلانش با عجله نزد استلا می‌رود و استنلی را حیوان‌صفت می‌خواند، اما استلا او را مطمئن می‌کند که او و استنلی خوب هستند. استنلی، که مکالمه را شنیده، سکوت می‌کند. وقتی استنلی وارد می‌شود، استلا او را در آغوش می‌گیرد و می‌بوسد و به بلانش نشان می‌دهد که نظر پایین او نسبت به استنلی اهمیتی ندارد.
با گذشت زمان، تنش بین بلانش و استنلی بیشتر می‌شود. بلانش به میچ امیدوار است و به استلا می‌گوید که می‌خواهد با او برود و مشکلی برای کسی نباشد. در جریان دیداری با میچ، بلانش اعتراف می‌کند که زمانی با مردی جوان به نام آلن گری ازدواج کرده بود که بعداً او را در حال رابطه با مردی مسن‌تر پیدا کرد. پس از آن، آلن دست به خودکشی زد. این داستان میچ را تحت تأثیر قرار می‌دهد و او به بلانش می‌گوید که به یکدیگر نیاز دارند.
مدتی بعد، استنلی به استلا می‌گوید که شنیده بلانش به دلیل رابطه با دانش‌آموز زیر سن قانونی از شغلش اخراج شده و در هتلی بدنام زندگی می‌کرده است. استلا با شنیدن این حرف‌ها خشمگین می‌شود، اما استنلی به او می‌گوید که این موضوع را به میچ نیز گفته است. همان شب، در جشن تولد بلانش، جایی برای میچ خالی مانده و استنلی به بلانش بلیط یک‌طرفهٔ بازگشت به لارل را هدیه می‌دهد. در پی این ماجرا، استلا به ناگهان دچار درد زایمان می‌شود و با همسرش به بیمارستان می‌رود.
پس از رفتن آن‌ها، میچ می‌آید و با بلانش دربارهٔ حقیقت حرف می‌زند. او اعتراف می‌کند که شایعات درست هستند و التماس می‌کند که میچ او را ببخشد. اما میچ عصبانی و تحقیر شده، او را ترک می‌کند.
استنلی به خانه برمی‌گردد و بلانش را تنها می‌بیند. بلانش در حال خیالبافی دربارهٔ خواستگاری قدیمی است که او را از نیواورلئان نجات می‌دهد. او ادعا می‌کند که میچ از او عذرخواهی کرده، اما او او را رد کرده است. استنلی با بازی او همراه می‌شود، اما در نهایت با خشم او را متهم به دروغ‌گویی و نفاق می‌کند و به او حمله می‌کند. بلانش با بطری شکسته از خود دفاع می‌کند، اما استنلی او را مغلوب کرده و به اتاق خواب می‌برد.
چندی بعد، در جریان بازی پوکر در آپارتمان کوالسکی، استلا و یونیس در حال جمع‌آوری وسایل بلانش هستند. بلانش که دچار فروپاشی روانی شده، در حمام است. استلا نمی‌تواند حرف بلانش دربارهٔ تجاوز استنلی را باور کند. هنگامی که پزشک و پرستاری برای بردن بلانش به آسایشگاه می‌آیند، او ابتدا مقاومت می‌کند، اما سپس با مهربانی پزشک، تسلیم شده و با او می‌رود. در آخرین لحظاتش، می‌گوید: «هر که باشید – من همیشه به مهربانی غریبه‌ها دل بسته‌ام.» بازی پوکر بدون وقفه ادامه می‌یابد.

## چگونگی حضور مارلون براندو
در ژوئیه سال ۱۹۴۷ تهیه‌کننده‌ای به نام ایرنه سلزنیک که قرار بود اولین اجرای نمایشنامه اتوبوسی به نام هوس را در نیویورک روی صحنه ببرد برای ایفای نقش استنلی کوالسکی شخصیت اصلی نمایشنامه هنرپیشه جذاب و ۳۴ ساله هالیوود به نام جان گارفیلد را برگزید که ظاهری کارگری و با توصیف این شخصیت داستان همخوانی داشت. اما توافق آن‌ها به نتیجه نرسید و در نتیجه تهیه‌کننده ناگزیر شد سراسیمه به دنبال یک بازیگر دیگر بگردد. او و مدیر برنامه‌هایش در هالیوود بازیگران دیگری از جمله دین کلارک، ریچارد کونته، کامرون میچل، گریگوری پک و برت لنکستر را در نظر گرفتند.
مارلون براندو در آن زمان ۲۳ ساله بود و فقط در چند نمایشنامه روی صحنه‌های تئاتر نیویورک بازی کرده بود؛ جوانی بسیار خوش قامت و زیبا، با چهره‌ای متفکر و غمزده و در عین حال ظاهر یک مرد عادی ولی شورشی، درست مثل شخصیت استنلی کوالسکی در نمایشنامه بود.
یک سال قبل از آن تاریخ مارلون براندو در نمایشنامه‌ای با عنوان «کافه کنار جاده» به کارگردانی هارولد کاورمن و به تهیه‌کنندگی الیا کازان روی صحنه رفته بود. او به خصوص با اجرای یک تک‌گویی پنج دقیقه‌ای جمعیت را مجذوب خود کرد به‌طوری‌که در پایان اجرا همه تماشاچیان یک دقیقه برای او دست می‌زدند.
الیا کازان که مدتی با مارلون براندو همکاری کرده بود در مورد این بازیگر جوان گفته بود: «هر کاری که شما بخواهید با او بکنید هیچگاه حتی به گرد آنچه او می‌تواند با خودش بکند نمی‌رسد. او یک بازیگر نابغه است. او شیوه خاص خودش برای پروراندن شخصیت را دارد و عشق به بازی و قدرت حافظه او چنان قدرتمند است که کارگردان تقریباً نمی‌تواند کاری بکند جز اینکه به او یادآوری کند که هر صحنه در چه موردی است.»
خود مارلون براندو در کتاب خاطراتش در مورد پیشنهاد ایفای این نقش می‌گوید: «الیا کازان و ایرنه سلزینک هر دو گفتند که من برای این نقش جوان هستم و به خصوص ایرنه علاقه چندانی نداشت که من این نقش را بازی کنم.»
او پس از چند روز مطالعه نمایشنامه به الیا کازان زنگ زد تا از پذیرفتن این نقش صرفنظر کند. به اعتقاد او این نقش برای او خیلی بزرگ بود.
مارلون براندو در ادامه می‌نویسد: «شماره منزل الیا کازان اشغال بود ولی اگر می‌توانستم آن روز با او صحبت کنم حتماً پاسخ منفی می‌دادم و این نقش را بازی نمی‌کردم. بعد تصمیم گرفتم کمی صبر کنم و در موردش فکر کنم. روز بعد خود کازان به من تلفن زد و پرسید بالاخره چی شد آره یا نه؟ و من آب دهانم را قورت دادم و گفتم قبول.»
برای الیا کازان دادن این نقش به مارلون براندو تیری در تاریکی بود. به او که در آن زمان آس و پاس بود ۲۰ دلار داد تا به خانه ییلاقی تنسی ویلیامز در ایالت ماساچوست برود.
پس از سه روز با تنسی ویلیامز تماس می‌گیرد و متوجه می‌شود که مارلون براندو نرفته‌است. الیا کازان می‌گوید: «من قید ۲۰ دلار را زدم و شروع کردم به گشتن دنبال یک هنرپیشه دیگر.»
براندو که پولی در بساط نداشت با خواهش کردن از ماشین‌های عبوری مسافت نیویورک تا منزل تنسی ویلیامز در پراوینس تاون در ایالت ماساچوست را طی کرد. وقتی از راه رسید خانه تاریک بود و کف آشپزخانه را آب گرفته بود. قبل از اینکه خواندن نمایشنامه را شروع کنند مارلون براندو فیوز برق را تعمیر کرد و بعد هم راه فاضلاب را باز کرد تا وضعیت خانه به حالت عادی بازگردد.
تنسی ویلیامز در مورد آن شب و آشنایی با مارلون براندو گفته بود که او نمایش تمام عیار زیبایی و سلحشوری بود. «او زیباترین مردی بود که من به عمر خودم دیده بودم و چنان راه آب را باز می‌کرد کرد که گویی تمام عمرش لوله کش بوده.»
چند ساعت بعد آن‌ها خواندن متن نمایشنامه را شروع کردند و به گفته تنسی ویلیامز مارلون براندو آنجا هم درست مثل روی صحنه تئاتر متن را با صدای بلند می‌خواند.
مارلون براندو بعدها در مورد این نقش گفته بود: «من درست نقطه مقابل استنلی کوالسکی بودم. من ذاتاً آدم حساسی هستم ولی او یک مرد خشن و زمخت با خوی و غریزه حیوانی بود. من شخصیت او را براساس کلمات تنسی ویلیامز خلق کردم.»
پس از این دیدار چند روزه تنسی ویلیامز با نماینده خود در نیویورک تماس گرفت و به او گفت که به هر شکلی که شده تهیه‌کننده نمایشنامه را قانع کند تا هر چه سریعتر با مارلون براندو قرارداد نهایی را ببندد.
به نظر تنسی ویلیامز مارلون براندو بعد جدیدی به شخصیت اصلی نمایشنامه اضافه کرده بود که او آن را بسیار می‌پسندید. قرار داد روز سوم سپتامبر ۱۹۴۷ امضاء شد. عکس مارلون براندو و خبر امضای این قرارداد اولین بار در روزنامه نیویورک تایمز منتشر شد.

## اقتباس
فیلم بیگانه ساخته بهرام توکلی با برداشتی آزاد از این نمایشنامه ساخته شده‌است.

## در ایران
این نمایشنامه در ایران توسط مرجان بخت مینو و آراز بارسقیان به فارسی برگردانده شده است. 